# Ана Павлова
Ана Матвејевна Павлова (рус. А́нна Матве́евна Па́влова), такође позната као Ана Павловна Павлова, 31. јануар/12. фебруар 1881 — Хаг, 23. јануар 1931) је била врхунска руска играчица класичног балета. Павлова је најпознатија по стварању улоге Умирућег лабуда и, са сопственом компанијом, постала је прва балерина која је обишла свет, укључујући наступе у Јужној Америци, Индији и Аустралији.

## Биографија
Ана Павлова се учила балету у родном Санкт Петербургу, где се 1899. године прикључила ансамблу Маријинског театра. Играла је улоге у балетима Крцко орашчић, Рејмонда, Жизела, Бајадера, Шопенијада и Египатске ноћи, између осталих. 
Гостовања током 1908. године учинила су Павлову познату широм Европе. Када је Сергеј Дјагиљев 1909. године основао „Руски балет“ (Les Ballets Russes) у Паризу, главне улоге у њему су играли Вацлав Фомич Нижински и Ана Павлова. Ова трупа је била једна од најпознатијих и најуспешнијих балетских трупа свога времена.
Од 1910. године стално се настанила у Лондону. Сопствену трупу је оформила 1911. године и са њоме гостовала на свим континентима.
Умрла је од запаљења плућне марамице 23. јануара 1931. године, током своје опроштајне турнеје, и пар дана пре свога 50. рођендана, у Хагу. Урна са њеним пепелом је била положена на гробље у Лондону, а 2001. године је премештена у Москву сходно Анином завештању.

### Младост
Ана Матвејевна Павлова је рођена у болници Преображенског пука у Санкт Петербургу где је служио њен отац Матвеј Павлович Павлов. Неки извори наводе да су се њени родитељи венчали непосредно пре њеног рођења, други — годинама касније. Њена мајка, Љубов Фјодоровна Павлова, потицала је од сељака и неко време је радила као праља у кући руско-јеврејског банкара Лазара Пољакова. Када је Ана постала славна, Пољаковљев син Владимир је тврдио да је она ванбрачна ћерка његовог оца; други су спекулисали да је сам Матвеј Павлов наводно дошао од кримских караја (постоји чак и споменик подигнут у једној од кенеса у Јевпаторији посвећен Павловој), али обе легенде не налазе историјски доказ. Ана Матвејевна је променила своје патрониме у Павловна када је почела да наступа на сцени.
Павлова је била недоношче, редовно се осећала болесном и убрзо је послата у село Лигово где ју је чувала бака. У Павловој је страст за балетском уметношћу узела маха када ју је мајка одвела на представу Успавана лепотица Маријуса Петипа у Царском Маријинском театру. Раскошан спектакл оставио је утисак на Павлову. Када је имала девет година, мајка ју је одвела на аудицију за реномирану Империјалну балетску школу. Због своје младости и онога што се сматрало њеним „болешљивим“ изгледом, била је одбијена, али је са 10 година, 1891. године, прихваћена. Први пут се појавила на сцени у Петипиној Бајци (Un conte de fées), коју је балетски мајстор поставио за ученике школе.

### Царска балетска школа
Године обуке младе Павлове биле су тешке. Класични балет није јој лако пао. Њена снажно закривљена стопала, танки глежњеви и дуги удови сукобљавали су се са малим, компактним телом омиљеним за балерину тог времена. Њени колеге студенти су јој се ругали надимцима као што су Метла и La petite sauvage. Непоколебана, Павлова је тренирала да побољша своју технику. Вежбала би и вежбала након што би научила корак. Рекла је: „Нико не може успети само са талентом. Бог даје таленат, рад претвара таленат у генија.“ Узела је додатне лекције од познатих учитеља тог времена — Кристијана Јохансона, Павела Герда, Николаја Легата — и од Енрика Чекетија, који се сматра највећим балетским виртуозом тог времена и оснивачем методе Чекети, веома утицајне балетске технике која се користи до данас. Године 1898, ушла је у класу савршенства Екатерине Вазем, некадашње прима балерине царских позоришта у Санкт Петербургу.
Током своје последње године у Царској балетској школи, одиграла је многе улоге у главној компанији. Дипломирала је 1899. са 18 година, изабрана да уђе у Царски балет у рангу испред corps de ballet као корифеја. Званично је дебитовала у Маријинском театру у представи Les Dryades prétendues (Лажне дриаде) Павела Герта. Њена изведба наишла је на похвале критике, посебно великог критичара и историчара Николаја Безобразова.

## Значај
Павлова је заувек променила слику идеалне балерине. Током 1890-их, балерине у театру Марински су биле јаки техничари, што је обично захтевало да имају снажна, мишићава тела. Павлова је била витка, лагана и изгледала је крхко, што је био идеалан изглед за романтичне улоге попут Жизеле. Користила је парче тврде коже у својим балетским патикама да би олакшала плес на врховима прстију, што је касније постала пракса у балету.
Михаил Фокин је за њу, 1907. године, инсценирао познату соло-сцену Умирући лабуд, на музику Камија Сен Сана.

## Лични живот
Виктор Дандре, њен менаџер и пратилац, тврдио је да је он њен муж у својој биографији плесачице 1932: Ана Павлова: У уметности & животу.Dandré 1932, author's foreword Они су се тајно венчали 1914. након првог сусрета 1904. (неки извори наводе 1900. годину). Он је умро је 5. фебруара 1944. и кремиран је у крематоријуму Голдерс Грин, а његов пепео је стављен испод Аниног пепела.
Дандре је писао о Аниним бројним добротворним плесним наступима и добротворним напорима да подржи руску сирочад у Паризу после Првог светског рата
... која је била у опасности да се нађе дословно на улици. Они су већ трпели страшне оскудице и изгледало је као да ускоро неће бити средстава за даље школовање.
Петнаест девојчица је усвојено у дом који је Павлова купила у близини Париза у Сен Клуу, под надзором грофице де Герн, и издржаване су њеним наступима и средствима које је Павлова прикупљала, укључујући многе мале донације од чланова Камперских девојака Америке, који су је прогласили почасним чланом.
Током свог живота имала је много кућних љубимаца, укључујући сијамску мачку, разне псе и многе врсте птица, укључујући и лабудове. Дандре је изјавио да је целог живота волела животиње и о томе сведоче фотографски портрети за које је позирала, а који су често укључивали животињу коју је волела. Формални студијски портрет направљен је са њом и Џеком, њеним омиљеним лабудом.

## Занимљивости
- Последња жеља за живота јој је била да загрли свој костим из Умирућег лабуда. По балетској традицији, представа на којој је требало да учествује је одржана, али је рефлектор обасјавао празно место на сцени где је она требало да игра.
- Омиљена посластица у Аустралији и на Новом Зеланду је веома калорична торта са шлагом, под именом „Павлова“. Торта је добила име по томе што је по хранљивости у оштром контрасту са витким стасом некадашње балерине.[16]

## Галерија
- „Ана Павлова као Баканка“, слика сер Џона Лејверија
- Витражни прозор под називом „Ел Харабе Тапатио”
- Малвина Хофман, Павлова, 1926–1929, фотографија Давида Фина[17]
- Лептир (костимографија Леона Бакста за Ану Павлову), Музеј лепих уметности, Бостон
- Лондон, Викторијина плата театар, кровна статуа Ане Павлове
- Павлова у „La Fille mal gardée”, 1912
- Ана Павлова у Паризу, 1920-их
- Павлова у „Умирућем лабуду”